# П'ятибоков Іоанн Матвійович
Іоанн Матвійович П'ятибоков (19 червня 1820 — 7 січня 1896) — протоієрей Російської православної церкви, військовий священник, герой Кримської війни.

## Біографія
Народився 19 червня 1820 року.
Здобувши освіту в духовному училищі, П'ятибоков був прийнятий на військову службу священником у Костромський піхотний полк. Незадовго до початку Східної війни його перевели старшим священником до Могильовського піхотного полку, з яким він вирушив у похід до Дунайських князівств.
11 березня 1854 року, під час переправи російських військ через Дунай біля Ізмаїла, Могильовський полк, успішно подолавши переправу, раптово опинився під сильним турецьким обстрілом. Роти зупинилися й залягли, не підкоряючись командирам. Тоді отець Іоанн, одягнувши убирання для богослужіння, вийшов із хрестом у руках у передні лави могильовців і з вигуком: «Дітоньки! Вперед! З нами Бог!» — кинувся на турецькі укріплення, що лежали попереду. Одним із перших він піднявся на редут. Під час атаки отець Іоанн був двічі контужений.
26 серпня 1854 року отець Іоанн П'ятибоков став першим серед священнослужителів Російської православної церкви, кого було нагороджено орденом Святого Георгія 4-го ступеня (№ 9315 за кавалерським списком Григороровича—Степанова)
|  | На знак визнання зразкового подвигу, виявленого ним під час битви з турками 11 березня цього року, під час переправи наших військ через ріку Дунай біля Ізмаїла, коли він, з чистим і цілковитим самопожертвуванням, ідучи з хрестом у руках у передніх лавах, разом із хоробрими солдатами піднявся на стіни турецьких укріплень на правому березі Дунаю, пастирським словом надихаючи воїнів, під грізними ворожими пострілами безстрашно покривав хрестом схід, захід, північ і південь, при цьому отримав дві контузії в груди, права сторона хреста була повністю відірвана, а єпитрахиль, що була на ньому, пробита картеччю. |

Також він був зарахований до дворянства Санкт-Петербурзької губернії. Після відправлення в тил на лікування більше не брав участі у бойових діях.
Після одужання він повернувся до Могильовського піхотного полку, у якому служив до 1879 року. У 1870 році був зведений у сан протоієрея. У 1869 році отець Іоанн П'ятибоков представляв військове духовенство в Санкт-Петербурзі на святкуванні сторіччя ордена Святого Георгія.
У 1879 році отця Іоанна П'ятибокова було призначено настоятелем Карського фортецького собору, але вже через три роки через конфлікт із комендантом Карської фортеці генерал-майором А. І. Івановим він вийшов у відставку й оселився у Вільні.
Помер у Вільні 7 січня 1896 року.
Серед інших нагород мав ордени святої Анни 2-го ступеня та святого Володимира 4-го ступеня.